# Sentinel-2
Sentinel-2 — семейство спутников дистанционного зондирования Земли (ДЗЗ) Европейского космического агентства, созданное в рамках проекта глобального мониторинга окружающей среды и безопасности «Коперник» (англ. Copernicus). Спутники предназначены для мониторинга использования земель, растительности, лесных и водных ресурсов, также могут применяться при ликвидации последствий стихийных бедствий.
Первый спутник, Sentinel-2A, запущен 23 июня 2015 года. Запуск второго спутника, Sentinel-2B, произведён 7 марта 2017 года.
В январе 2016 года с Airbus Defence and Space подписан контракт на создание ещё двух спутников, Sentinel-2C и Sentinel-2D, которые будут запущены после 2021 года и обеспечат продолжение функционирования программы.

## Галерея
Пример фотографий сделанных спутниками:

Россия, дымовые шлейфы пожаров в Иркутской области, спутник Коперник Sentinel-2A
Маска посевных площадей территории Украины 2016г.
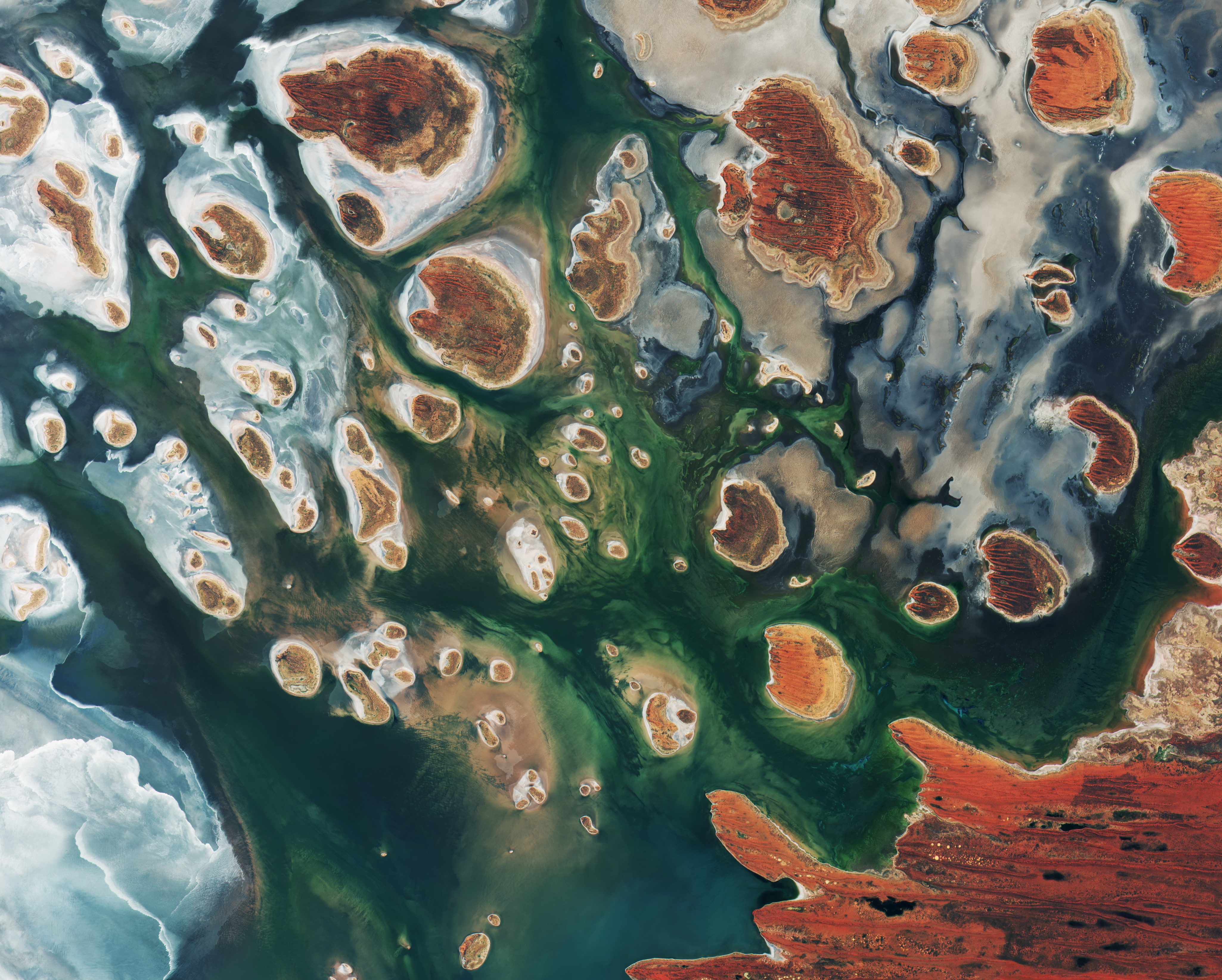
Озеро Маккей, Австралия, спутник Коперник Sentinel-2B
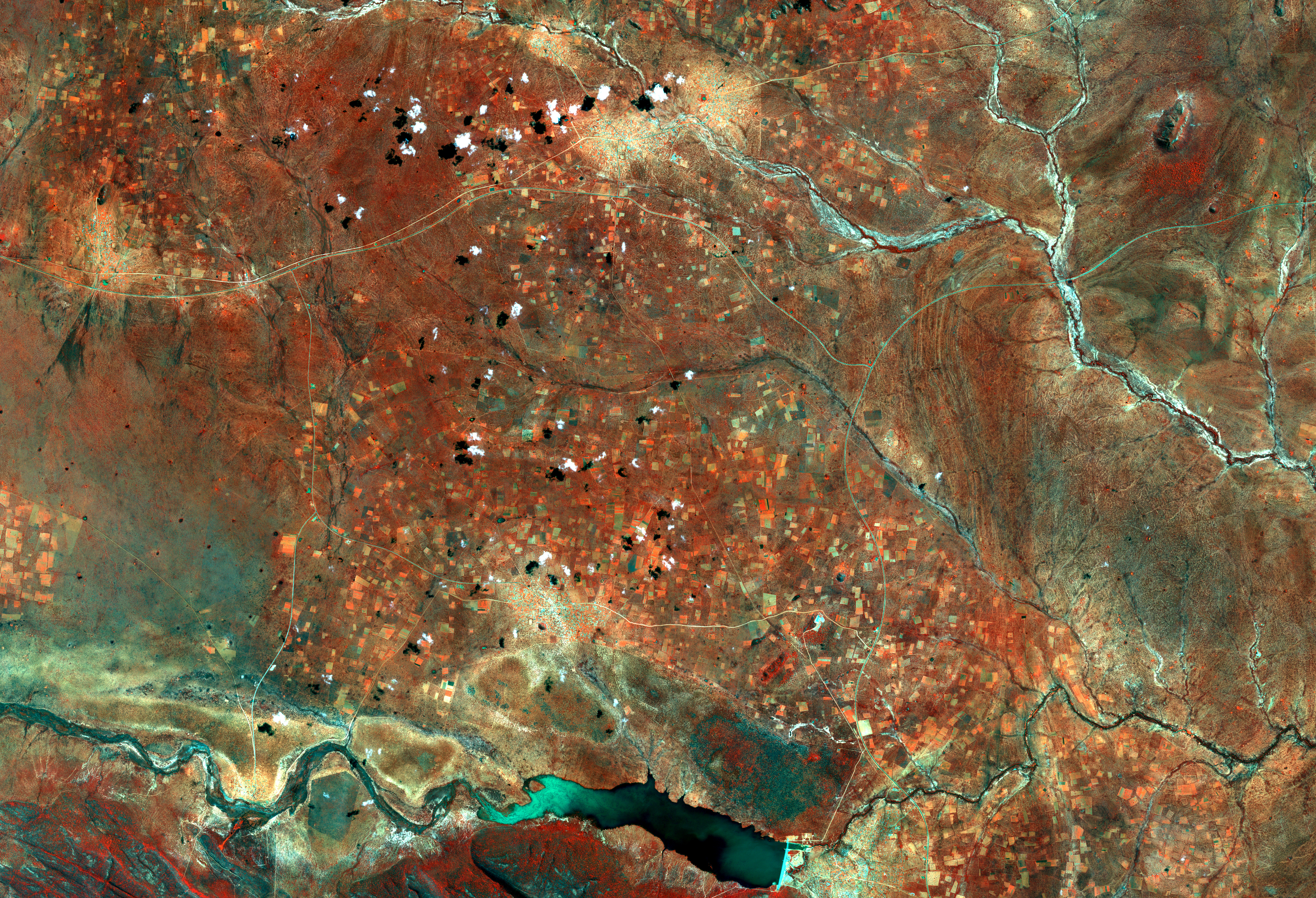
Центральный район, Ботсвана, спутник Коперник Sentinel-2A
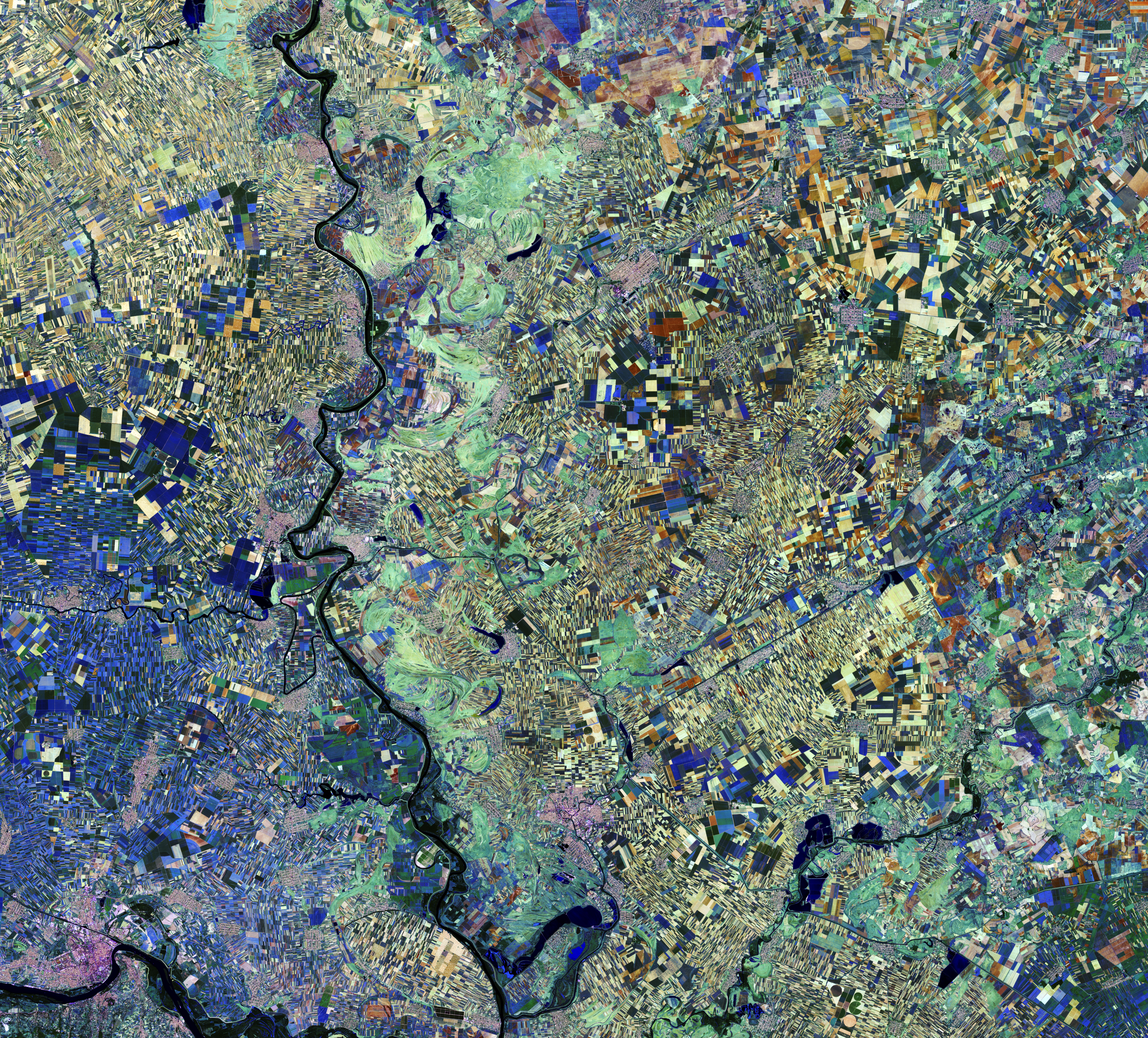
Воеводина, Сербия, спутник Коперник Sentinel-2A
Центрально-восточная Бразилия, спутник Коперник Sentinel-2A